# SCTV
Surya Citra Televisi (SCTV) är en indonesisk TV-kanal, som ägs av Surya Citra Media.

### Fotnoter
Den här artikeln är helt eller delvis baserad på material från engelskspråkiga Wikipedia, SCTV, tidigare version.